# Joseph Lelyveld
Joseph Salem Lelyveld (* 5. April 1937 in Cincinnati; † 5. Januar 2024 in Manhattan, New York City) war ein US-amerikanischer Schriftsteller und Journalist. Er war von 1994 bis 2001 Chefredakteur der New York Times.

## Werdegang
Sein Vater war der Führer des amerikanischen Reformjudentums Arthur Lelyveld. Lelyveld graduierte 1958 am Harvard College und studierte danach zwei Jahre Journalismus an der Columbia School of Journalism. Lelyveld war rund 40 Jahre als Journalist für die New York Times tätig. Er verfasste mehrere Bücher. 1971 wurde er mit dem George Polk Award, 1986 mit dem Pulitzer-Preis sowie dem Los Angeles Times Book Prize für Move Your Shadow ausgezeichnet. Lelyveld starb am 5. Januar 2024 in seinem Zuhause im New Yorker Stadtteil Manhattan im Alter von 86 Jahren an den Folgen einer Erkrankung an Parkinson.

## Schriften (Auswahl)
- Move Your Shadow: South Africa, Black and White, Crown, New York 1985, ISBN 0812912373, ISBN 978-0-812912371.
- Omaha Blues: A Memory Loop, Farrar, Straus and Giroux, New York 2005, ISBN 0374225907, ISBN 978-0-374225902.
- Great Soul: Mahatma Gandhi and His Struggle With India.[2][3] Knopf, New York 2011, ISBN 978-0-307269584.
- His Final Battle: The Last Months of Franklin Roosevelt. Knopf, New York 2016, ISBN 978-0-385-35079-2.